# Plumarella lata
Plumarella lata är en korallart som beskrevs av Kükenthal och Gorzawsky 1908. Plumarella lata ingår i släktet Plumarella och familjen Primnoidae. Inga underarter finns listade i Catalogue of Life.